# Межэтнический конфликт на Соломоновых Островах (1998—2003)
Межэтнический конфликт на Соломоновых Островах — гражданская война, начавшаяся в океанийском государстве Соломоновы Острова в 1998 году. В значительной степени была остановлена после ввода в страну вооружённых сил Австралии и Новой Зеландии в 2003 году.

## Предпосылки
Географическая фрагментарность Соломоновых островов (семь крупных островов и множество мелких, в том числе отдалённых) и многоязычность (87 языков) затрудняли централизованное управление государством. У населения после получения в 1978 году независимости не существовало осознания какой-либо политической общности. Центральное правительство располагалось на острове Гуадалканал. В целях улучшения экономической ситуации и политического влияния происходило неконтролируемое переселение жителей острова Малаита на Гуадалканал. Там малаитцы скупали большое количество земельных участков местных жителей. Система наследования земли на Соломоновых Островах матриархальная. Многие продавцы в связи с этим не имели права на продажу земли, что привело к требованиям её реституции со стороны местных кланов; тогда же дело дошло до первых актов насилия. Жители отдалённых островов требовали возможности участия в политической жизни страны и государственных инвестиций в периферию. Затем экспертная комиссия подготовила предложение по внесению изменений в конституцию, которые обеспечили бы переход государства от унитарной политической системы к федеральной и были бы направлены на сдерживание политической коррупции во всей стране. Эти предложения, однако, не были реализованы на практике.

## Ход конфликта
В 1998 году губернатор провинции Гуадалканал Эзикиел Алебуа выступил с обращением к переселенцам с Малаиты, в котором призвал их относиться с большим уважением к коренному населению Гуадалканала и возместить местным жителям причинённый эмигрантами ущерб. В скором времени молодые гуадалканальцы совершили нападение на малаитцев в столице страны, городе Хониара. Гуадалканальцы, ранее уже доставшие себе оружие, основали военизированную организацию «Революционная армия Гуадалканала» (Guadalcanal Revolutionary Army), которая позже была переименована в «Освободительное движение Исатабу» (Isatabu Freedom Movement). В следующем году насилие по отношению к малаитцам возросло, что побудило многих из них покинуть Гуадалканал. Оставшиеся для защиты от IFM создали организацию «Малаитские орлы» (Malaita Eagle Force), задачами которой были защита малаитского населения и требование компенсации причинённого ему ущерба. Премьер-министр Бартоломью Улуфаалу запросил помощи у международного сообщества, поскольку национальных вооружённых сил для стабилизации положения в стране было недостаточно. Австралия и Новая Зеландия пообещали предоставить финансовую помощь, однако на тот момент не выразили готовности принять военное участие в решении ситуации. Правительство Соломоновых Островов вступало в переговоры с конфликтующими сторонами, однако все мирные соглашения постоянно нарушались спустя несколько дней после заключения. 5 июля 2000 года военизированная малаитская организация «Чайки» совместно с MEF подняли восстание. Улуфаалу оказался схвачен в своём доме. Восставшие занимали полицейские участки и раздавали находившееся там оружие бойцам MEF. Премьер-министром был объявлен Манассе Согаваре, но в этом статусе он был признан только представителями MEF. Это привело к усилению противостояния между MEF и IFM и учащению грабежей. Жертвами столкновений стали, по разным оценкам, от 12 до 489 человек. 15 октября 2000 года в Таунсвилле было подписано временное перемирие сроком на два года. В декабре 2001 года премьер-министром был назначен Аллан Кемакеза. Он, как и его предшественник, обратился к Австралии и Новой Зеландии за помощью. Последние предложили свои посреднические услуги в ходе переговоров и пообещали финансовую помощь, но вновь исключили возможность военного участия. ВВП страны снизился на 25 %, международные инвестиции сократились на 70 %. Вскоре после заключения Таунсвилльского соглашения боестолкновения возобновились. Большое количество оружия находилось в свободном обращении. Власти страны были более не в состоянии эффективно бороться с политическими и уголовными преступлениями. В некоторых случаях в преступную деятельность были вовлечены чиновники и полиция.

## Интервенция и окончание конфликта
Летом 2003 года Австралия и Новая Зеландия всё же приняли решение отправить свои войска на Соломоновы Острова. В качестве причины этого был назван тот факт, что Соломоновые Острова не в состоянии самостоятельно обеспечить стабильность на своей территории, в связи с чем было высказано опасение, что государство может стать полем действия различных преступных и террористических организаций. Кроме того, высказывались опасения распространения конфликта на территории входящего в состав Папуа — Новой Гвинеи острова Бугенвиль (мятеж на котором был подавлен только в 1998 году). Была создана оперативная группа под названием «Региональная миссия помощи Соломоновым Островам» (RAMSI) общей численностью 2225 человек. Она состояла из 1500 солдат и 155 полицейских из Австралии и 105 солдат и 35 полицейских из Новой Зеландии. 24 июля 2003 года на Соломоновых Островах началась операция под названием «Operation Helpem Fren». Владение огнестрельным оружием преследовалось по закону. Всё ручное огнестрельное оружие могло быть сдано без привлечения к ответственности в течение 21 дня. Было сдано 3400 стволов. Лидер ополчения западного побережья Гарольд Креке сдался. Вооружённые силы обеих сторон конфликта были плохо вооружены, не имели должной военной подготовки и дисциплины. К концу 2003 года на Соломоновых Островах были в значительной степени восстановлены закон и безопасность населения. Было арестовано порядка 5500 человек из участвовавших в столкновениях. Государственные финансы были консолидированы, заработная плата и оклады гражданским и государственным служащим выплачивались. Была проведена реструктуризация персонала соломонской полиции (при этом 100 человек было арестовано, 400 уволено). Введение иностранных войск было положительно встречено большинством населения.